# Agrothereutes pilosus
Agrothereutes pilosus är en stekelart som först beskrevs av Cameron 1902.  Agrothereutes pilosus ingår i släktet Agrothereutes och familjen brokparasitsteklar. Inga underarter finns listade i Catalogue of Life.